# Kim Olafsson
Kim Olafsson Gunnlaugsson (* 27. August 1998) ist eine momentan vereinslose luxemburgisch-isländische Fußballspielerin.

## Karriere

### Verein
Erster bekannter Jugendverein Olafssons ist der luxemburgische FCK Wormeldingen, von wo die Stürmerin in der Winterpause 2013/14 zum Zweitligisten Entente Canach/Remich-Bous wechselte. Doch schon ein halbes Jahr später ging sie weiter nach Deutschland in den Nachwuchs des 1. FFC Frankfurt, wo sie bis 2015 für dessen U-17-Mannschaft in der Bundesliga Süd aktiv war, in 17 Partien insgesamt 13 Treffer erzielte und das Halbfinale um die Deutsche Meisterschaft erreichte. Anschließend wechselte sie zur Zweiten Mannschaft der Frankfurterinnen in die 2. Bundesliga und spielte dort fünf Jahre. Aufgrund diverser Blessuren wurde ihr Vertrag nicht mehr verlängert und auch die folgende Spielzeit musste sie verletzt passen. Im Sommer 2021 gab dann der Zweitliga-Aufsteiger SV 07 Elversberg die Verpflichtung bekannt, doch schon in der folgenden Winterpause wechselte Olaffson nach nur zwei Einsätzen zurück nach Luxemburg zur Entente Wormeldingen/Munsbach/CSG in die Dames Ligue 1. Doch auch hier war nach einem halben Jahr wieder Schluss und es zog Olafsson weiter zum amtierenden Meister RFC Union Luxemburg. Aktuell ist die Stürmerin seit dem Sommer 2022 vereinslos.

### Nationalmannschaft
Am 29. Oktober 2014 debütierte Olafsson als 16-jährige für die luxemburgische A-Nationalmannschaft im Testspiel gegen Litauen (1:0). Sechs Wochen später erzielte sie dann bei der 2:3-Niederlage auf Zypern einen Treffer. In den folgenden beiden Jahren bestritt sie wegen ihrer doppelten Staatsbürgerschaft auch sieben Partien für diverse isländische Jugendauswahlen. Seit 2021 ist sie nun wieder für Luxemburg aktiv und kam in der  WM-Qualifikation 2023 zu Einsätzen gegen Österreich (0:8) und Lettland (0:1).